# John Whitaker (jinete)
John Edwin Whitaker (Huddersfield, 5 de agosto de 1955) es un jinete británico que compitió en la modalidad de salto ecuestre. Su hermano Michael, su hijo Robert y sus sobrinos Ellen y Donald compitieron en el mismo deporte.
Participó en seis Juegos Olímpicos de Verano, entre los años 1984 y 2016, obteniendo una medalla de plata en Los Ángeles 1984, en la prueba por equipos (junto con Michael Whitaker, Steven Smith y Timothy Grubb), el séptimo lugar en Barcelona 1992 y el octavo en Sídney 2000, en la misma prueba.
Ganó cinco medallas en el Campeonato Mundial de Saltos Ecuestres entre los años 1982 y 1998, y catorce medallas en el Campeonato Europeo de Saltos Ecuestres entre los años 1983 y 2011.
En 2007 fue nombrado miembro de la Orden del Imperio Británico (MBE).

## Palmarés internacional
| Juegos Olímpicos   | Juegos Olímpicos             | Juegos Olímpicos  | Juegos Olímpicos |
| Año                | Lugar                        | Medalla           | Categoría        |
| ------------------ | ---------------------------- | ----------------- | ---------------- |
| 1984               | Los Ángeles (Estados Unidos) | Medalla de plata  | Por equipos      |
| Campeonato Mundial |                              |                   |                  |
| Año                | Lugar                        | Medalla           | Categoría        |
| 1982               | Dublín (Irlanda)             | Medalla de bronce | Por equipos      |
| 1986               | Aquisgrán (RFA)              | Medalla de plata  | Por equipos      |
| 1990               | Estocolmo (Suecia)           | Medalla de plata  | Indvidual        |
| 1990               | Estocolmo (Suecia)           | Medalla de bronce | Por equipos      |
| 1998               | Roma (Italia)                | Medalla de bronce | Por equipos      |
| Campeonato Europeo |                              |                   |                  |
| Año                | Lugar                        | Medalla           | Categoría        |
| 1983               | Hickstead (Reino Unido)      | Medalla de plata  | Individual       |
| 1983               | Hickstead (Reino Unido)      | Medalla de plata  | Por equipos      |
| 1985               | Dinard (Francia)             | Medalla de oro    | Por equipos      |
| 1985               | Dinard (Francia)             | Medalla de bronce | Individual       |
| 1987               | San Galo (Suiza)             | Medalla de oro    | Por equipos      |
| 1987               | San Galo (Suiza)             | Medalla de plata  | Individual       |
| 1989               | Róterdam (Países Bajos)      | Medalla de oro    | Individual       |
| 1989               | Róterdam (Países Bajos)      | Medalla de oro    | Por equipos      |
| 1991               | La Baule (Francia)           | Medalla de plata  | Por equipos      |
| 1993               | Gijón (España)               | Medalla de plata  | Por equipos      |
| 1995               | San Galo (Suiza)             | Medalla de plata  | Por equipos      |
| 1997               | Mannheim (Alemania)          | Medalla de bronce | Por equipos      |
| 2007               | Mannheim (Alemania)          | Medalla de bronce | Por equipos      |
| 2011               | Madrid (España)              | Medalla de bronce | Por equipos      |